# اگوستین گومز (بازیکن فوتبال، زاده ۱۹۲۲)
اگوستین گومز (انگلیسی: Agustín Gómez; ۱۸ نوامبر ۱۹۲۲ – ۱۶ نوامبر ۱۹۷۵) بازیکن فوتبال اهل اتحاد جماهیر شوروی سوسیالیستی بود.
از باشگاه‌هایی که در آن بازی کرده‌است می‌توان به باشگاه فوتبال تورپدو مسکو و باشگاه فوتبال اتلتیکو مادرید اشاره کرد.